# دوري بابوا غينيا الجديدة لكرة القدم
دوري بابوا غينيا الجديدة لكرة القدم هو الدوري الوطني لكرة القدم في بابوا غينيا الجديدة، .البطل الحالي هو هيكاري يونايتد.